# Magnolia odora
Magnolia odora là một loài thực vật có hoa trong họ Magnoliaceae. Loài này được (Chun) Figlar & Noot. mô tả khoa học đầu tiên năm 2004.